# Standheizung
Standheizungen dienen zum Beheizen der Fahrgastzelle von Fahrzeugen aller Art, ohne auf die Wärmeabgabe des laufenden Motors angewiesen zu sein. Sie werden im Allgemeinen direkt aus dem Tank mit dem Treibstoff des jeweiligen Fahrzeugs betrieben und können entweder die Luft des Innenraumes beheizen oder über den Kühlwasserkreislauf des Fahrzeugs in den Heizkreislauf eingebunden sein.
Daneben kann die Beheizung auch elektrisch erfolgen; dies funktioniert systembedingt dort, wo ein Netzanschluss vorhanden ist. Auch Fahrzeuge mit reinem Elektroantrieb oder Hybridfahrzeuge können gegebenenfalls die Standheizung elektrisch betreiben.

## Brennstoffbetriebene Standheizungen

### Prinzip

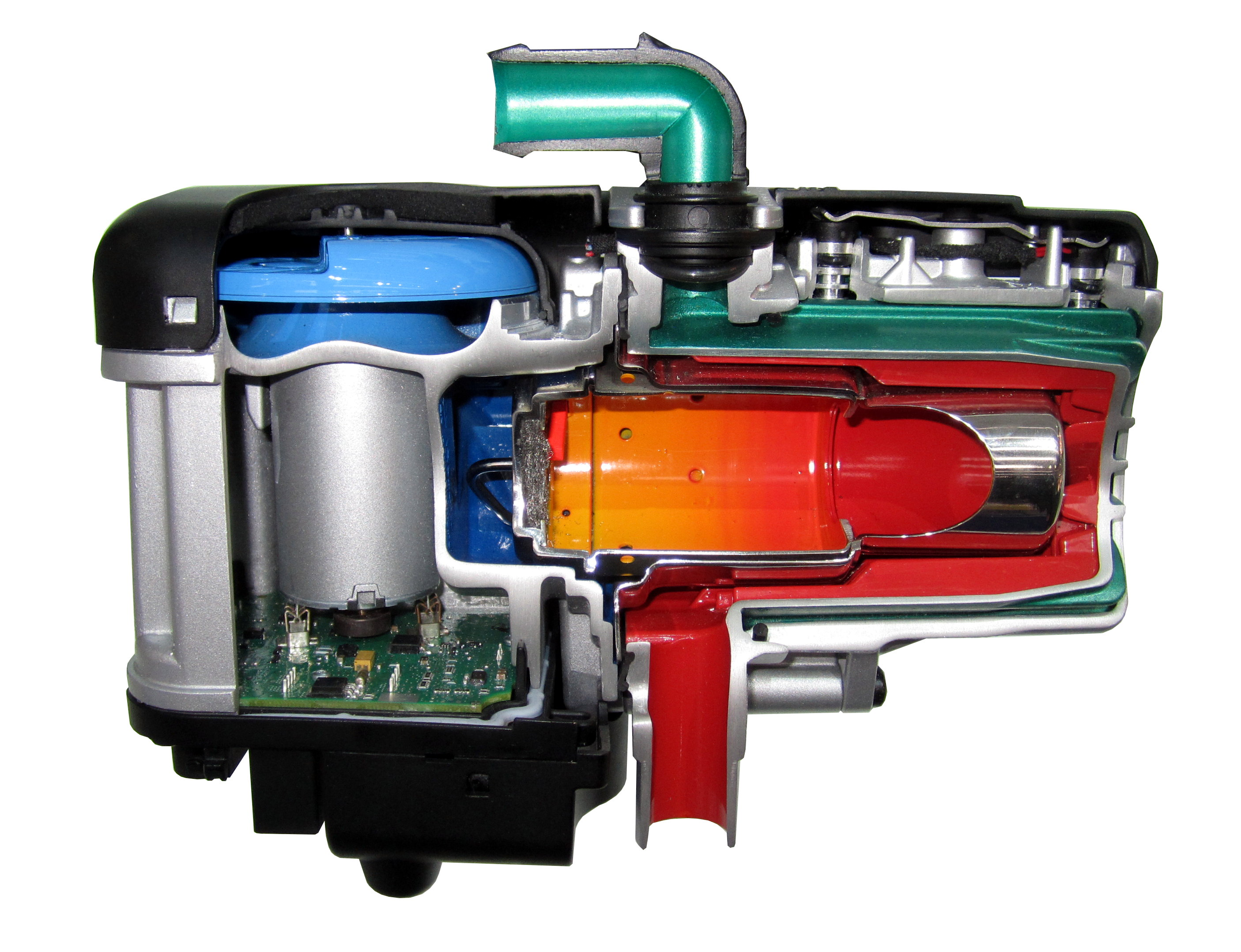
Aufgeschnittene Wasserheizung. Orange = Brennkammer, Grün = Wasser, Blau = Zuluft, Rot = Abgas

In einem Brenner wird Kraftstoff verbrannt; die Abgase geben ihre Wärme über die Kesselwandung an das umgebende Medium (Wasser oder Luft) ab. Das Prinzip ist dasselbe wie bei einem Heizkessel einer Wohnhausheizung. Im Gegensatz zu einem Ölbrenner arbeitet eine Standheizung allerdings nicht mit einer Hochdruckpumpe für den Brennstoff.

### Brennkammer
Das Verbrennungsluftgebläse bläst die Luft tangential in die Brennkammer ein. Dadurch bildet sich ein Luftwirbel ähnlich einem Tornado aus. Ein kleiner Teil der Luft wird in eine Nebenkammer abgezweigt. In dieser befindet sich ein von Metallgaze umgebener Glühstift.
Die Kammer wird über den Glühstift vorgeheizt, das Gebläse auf Minimum geregelt. Sobald die Temperatur der Kammer ausreichend ist, wird Kraftstoff hineingepumpt. Dieser entzündet sich und die Flamme gelangt über einen Kanal in die eigentliche Brennkammer (in den Hauptluftstrom). Sobald sich die Flamme stabilisiert hat (die Brennkammer ausreichend warm ist), wird der Glühstift abgeschaltet. Der Kraftstoff verdampft dann in der Nebenkammer und gelangt gasförmig in die Brennkammer, wo er zündet (vgl. Brennkammer eines Düsentriebwerkes).
Diese Konstruktion hat den Vorteil, keine Hochdruckpumpe zur Zerstäubung des Kraftstoffes zu benötigen, wie es etwa in Ölbrennern notwendig ist. Nachteilig ist, dass die Metallgaze („Brennervlies“) anfällig für Verschmutzung durch Rückstände im Kraftstoff ist. Besonders Dieselheizungen können leicht verkoken.
Die kontinuierlich brennende Flamme erlaubt eine nahezu ideale Verbrennung mit sehr niedrigen Abgaswerten.
Wie bei Heizungsbrennern auch erzeugt die Verbrennung ein relativ lautes Geräusch. Standheizungen liegen daher üblicherweise Schalldämpfer bei, welche verwendet werden sollten. 
Bis Temperaturen hinab zu −40 °C startet der Brenner problemlos; er liefert nach etwa 30 Sekunden seine volle Leistung von 4 bis 6 Kilowatt, bei Busheizungen sogar bis zu 35 Kilowatt in das Kühlwasser (oder – je nach Modell – 2,5 bis 5 Kilowatt direkt in die Luft des Innenraums).

### Zuführung des Brennstoffs

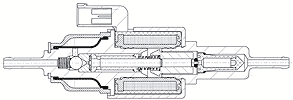
Dosierpumpe

Der für die Verbrennung benötigte Kraftstoff wird in einer ersten Variante über eine separat einzubauende Kraftstoffpumpe zum Heizgerät befördert. Der Nachteil dieser Möglichkeit bestand darin, dass diese Kraftstoffpumpe häufig störanfällig war. Deshalb wurde eine zweite Variante entwickelt, die das Heizgerät direkt in den Rücklauf des Kraftstoffkreislaufes des Fahrzeuges einbindet. Diese Heizgeräte haben einen kleinen eigenen Kraftstoffvorratsbehälter; so ist eine zusätzliche Pumpe entbehrlich. Fahrzeuge, die keinen Kraftstoff-Rücklauf besitzen, können auch das Heizgerät in den Vorlauf (Benzinleitung bzw. Dieselleitung) einbinden.
Sollte der Zusatztank leer sein, läuft die Heizung nicht (der Motor muss nach einer Benutzung erst wieder laufen; Dauerbetrieb ist nicht möglich).
Modelle mit eigenem Kraftstoffbehälter haben den Vorteil, dass bei einer eventuellen Störung nur begrenzt Kraftstoff zur Verfügung steht (schaltet sich das Gerät nicht selbst bei einer Störung aus, endet der Betrieb, wenn der Kraftstoffvorrat verbraucht ist).
Dieselgeräte dürfen nicht mit Biodiesel (RME) betrieben werden, da das zu starker Rauchentwicklung führt. Außerdem führt RME langfristig zu Ablagerungen in der Brennkammer (Verkokung); dafür reicht der im Diesel enthaltene Anteil von 5 bis 7 % aus. Neuere Modelle haben modifizierte Brennkammern, die das verhindern sollen.

### Luftheizung

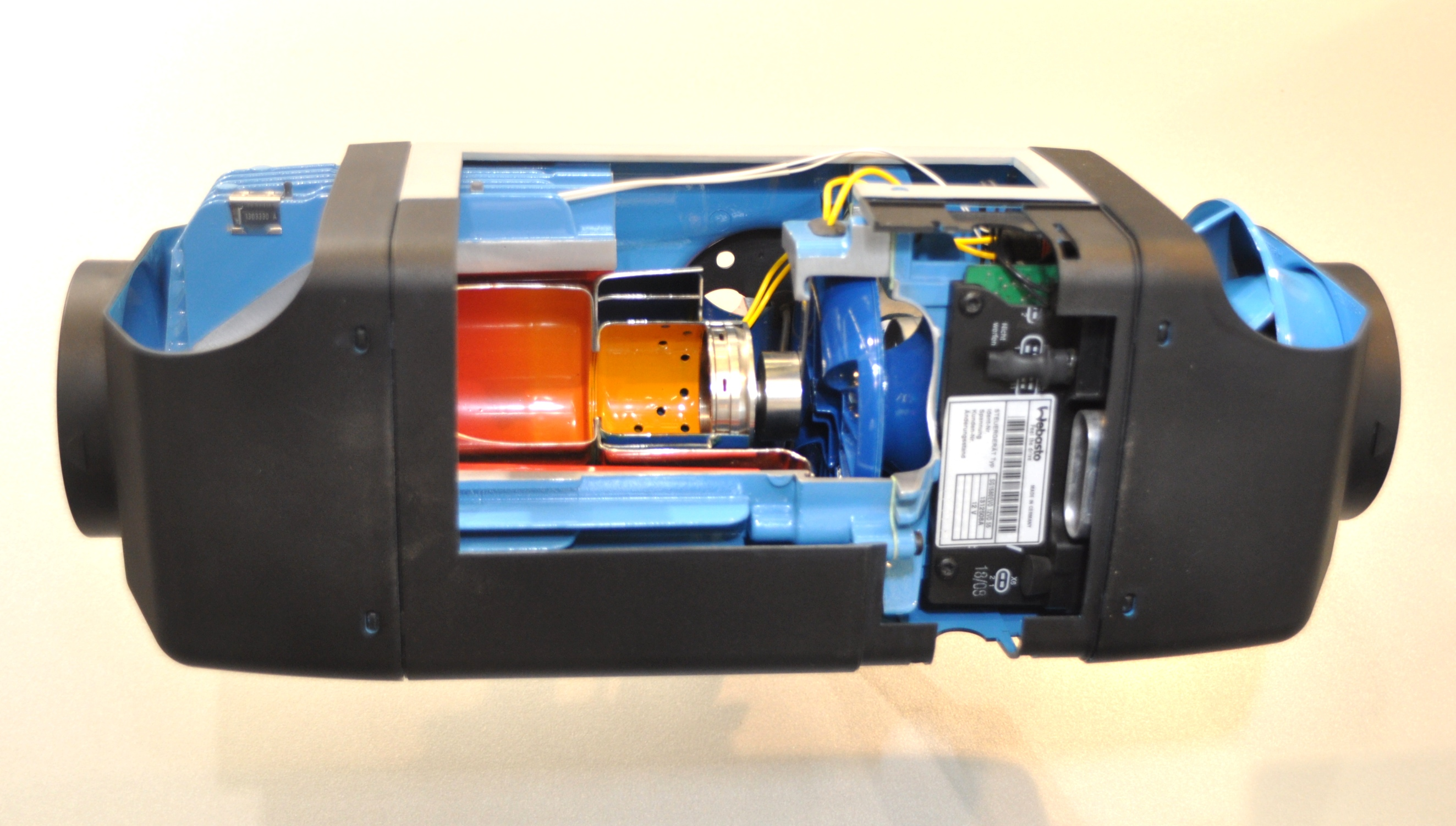
Aufgeschnittene Luft-Standheizung

Die luftbasierten Standheizer [LH] sind meistens im Kabinen-Innenraum eingebaut und heizen direkt die Kabinenluft, die über ein Gebläse angesaugt wird. Das Ansprechverhalten erfolgt fast ohne Verzögerung, da die interne Flamme nicht erst einen Wasserkreislauf erwärmen muss. Moderne Geräte sind sehr leise und werden bevorzugt eingesetzt, um beispielsweise Fahrerkabinen von Lkw auch im Stand (über Nacht) auf einem angenehmen Temperaturniveau zu halten.
Um eine Gefährdung der Insassen auszuschließen, wird auf eine strenge Trennung des Brennluft- und Kabinenluft-Kreislaufs geachtet. Brennkammern sind daher auch nach festgelegten Intervallen auszutauschen.

### Wasserheizung

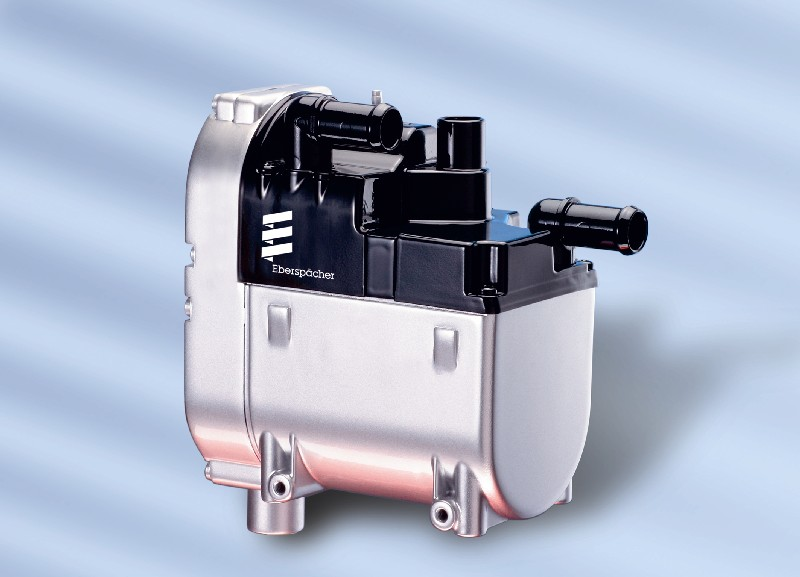
Wasser-Standheizung Eberspächer

Die wasserbasierten Standheizer sind kompakter gebaut und können nahezu überall im Motorraum und unter dem Fahrzeug angebracht werden. Deshalb ist ihre Domäne der Personenwagen, dessen Innenraum keine zusätzlichen Einbauten zulässt. Die sehr kompakte Bauweise (siehe Bild) erlaubt auch Einbauten im Motorraum oder hinter der Stoßstange von Kleinwagen und Kleinstwagen.
Der Wasserheizer gibt die vom Brenner erzeugte Wärme ans Kühlwasser des Fahrzeugs ab. Eine (zusätzliche) elektrische Umwälzpumpe sorgt für die Verteilung der Wärme auch bei ausgeschaltetem Motor. Auch das Innenraumgebläse wird aktiviert, alles funktioniert wie im üblichen Heizbetrieb. Bei Geräten mit hoher Leistung wird konstruktionsbedingt die bei der Verbrennung entstehende Energie nur noch über wasserumflossene Wärmeübertrager abgegeben.
Wasserbasierte Standheizer bieten im Vergleich mit Luftheizern entscheidende Vorteile:
- Ein vorgewärmter Motor springt bei Kälte leichter an und belastet dadurch die ohnehin durch die Kälte weniger leistungsfähige Autobatterie deutlich weniger.
- Der vorgewärmte Motor erleidet den mechanisch belastenden Kaltstart nur über einen geringeren Zeitraum, da er nach dem Motorstart rasch auf Betriebstemperatur gelangt.
- Im Vergleich zum Kaltstart wird vom vorgewärmten Motor weniger Brennstoff benötigt, was Schadstoff-Emissionen und Kosten reduziert.
- Bei kurzen Standzeiten kann der Verbrennungsmotor abgeschaltet werden, ohne dass die Heizung des Fahrzeugs deshalb aussetzt. Die elektrische Wasserpumpe liefert die im Motor gespeicherte Restwärme weiterhin an die Fahrzeugheizung.
- Modellabhängig kann die Standheizung in der warmen Jahreszeit auf Lüftungsbetrieb umgestellt werden, um die Innentemperatur eines in der Sonne abgestellten Fahrzeugs schon vor dem Losfahren in die Nähe der Außentemperatur zu bringen.

Gegenüber den Luftheizern ergeben sich durch die indirekte Beheizung über den Heizwasserkreislauf aber auch Nachteile:
- Die Anlauf- oder Integrationszeit nach dem Einschalten beträgt normalerweise mehrere Minuten, insbesondere, wenn der Motor mit vorgewärmt wird.
- Der Wirkungsgrad sinkt, da der Wasserkreislauf meistens schlecht isoliert ist.
- Wasserheizungen werden oft nicht über einen Thermostaten im Innenraum des Fahrzeugs geregelt. Daher und wegen des hohen Strombedarfs des Lüftermotors des Fahrzeugs sind sie für den Dauerbetrieb, wie z. B. über Nacht, ungeeignet.

Diese ersten beiden Nachteile können umgangen werden, wenn der wasserbasierte Standheizer direkt und ausschließlich den Heizungswärmeübertrager versorgt, ohne den Motor mitzuerwärmen (sogenannter Inselkreislauf).

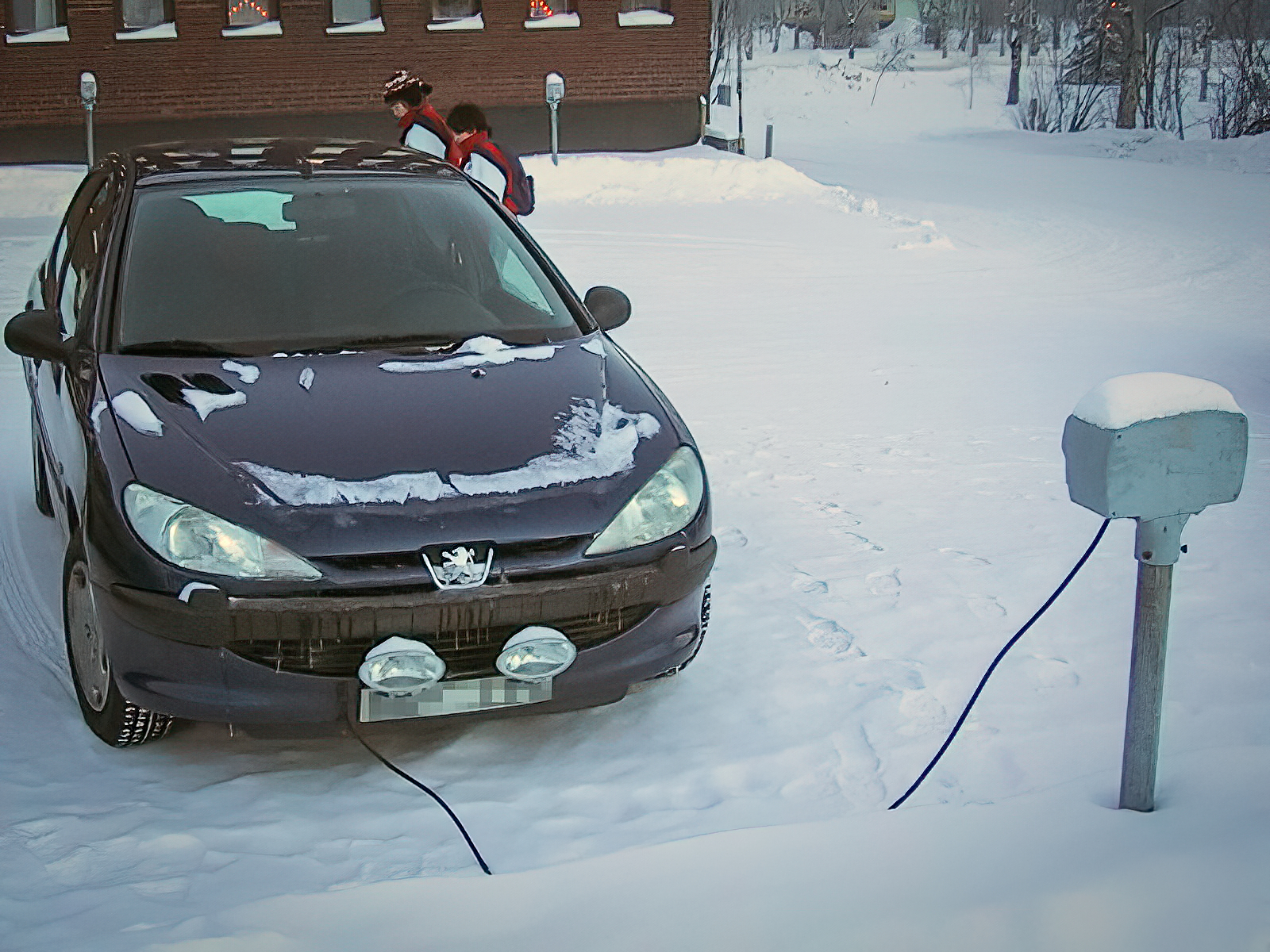
Elektrische Standheizung mit Anschluss an Firmenparkplatz in Nordschweden

## Elektrische Standheizungen
Elektrische Heizungen verwenden unterschiedliche Lösungen.

### Motorvorwärmer
Motorvorwärmer verwenden anstelle des Froststopfens im Motor wie Tauchsieder einen Rohrheizkörper.
Häufig wird eine Motorvorwärmung mit einem Heizlüfter im Innenraum kombiniert. Dadurch lässt sich die sonst notwendige Wasserpumpe und elektrische Verkabelung für den Lüfter der Fahrzeugheizung einsparen.
Es gibt zudem Umwälzpumpen, welche in den Kühlmittelkreislauf eingeschleift werden.

### Heizlüfter
Häufig werden lediglich Heizlüfter im Innenraum eingesetzt, da sie am Fahrzeug selbst nur geringe Änderungen (Steckdose, Verkabelung) erfordern. Hier wird jedoch nicht der Kühlmittelkreislauf des Motors erwärmt. Diese Heizlüfter sind speziell für diesen Zweck konstruiert, Heizlüfter für Haushaltszwecke haben zu hohe Austrittstemperaturen und es besteht Brandgefahr.

### Zuheizer
Bei neueren Fahrzeugen mit effizienteren Dieselmotoren wird das durch die geringe Verlustwärme entstehende Wärmedefizit mittels Zuheizer ausgeglichen.

## Bedienung
Eine Standheizung kann wahlweise über eine Zeitschaltuhr oder eine Funkfernsteuerung aktiviert werden. Neuere Modelle erlauben die Abfrage der Temperatur des Fahrzeuginnenraums und das Ein- und Ausschalten der Standheizung per Mobiltelefon.

### Zeitschaltuhr
Es gibt zwei Arten der Steuerung von Zeitschaltuhren: Bei der einen Art wird die Einschaltzeit der Heizung eingestellt, bei der anderen die voraussichtliche Abfahrtszeit.
Bei ersterer muss also der Fahrer abschätzen, wie lange die Heizung erfahrungsgemäß braucht, um das Auto auf eine angenehme Temperatur zu bringen. Bei letzter ermittelt die Standheizung über einen Temperatursensor die voraussichtliche Heizzeit und aktiviert sich selbständig ausreichend vor dem geplanten Abfahrtmoment.
Mittlerweile gibt es auch funkfernbediente Zeitschaltuhren der zweiten Art. (s. u.)

### Funkfernbedienung
Bei der Funkfernbedienung finden sich zwei Haupttypen, die sich nach der verwendeten Übertragungstechnik unterscheiden lassen: GSM und übliche Funktechnik.

#### GSM-Fernbedienungen
Die Handy-Fernbedienung funktioniert üblicherweise per SMS. Das hat den Nachteil, dass im Fahrzeug eine zusätzliche SIM-Karte in dem zugehörigen Modul installiert wird, was selbst bei Prepaid-Karten mit regelmäßigen Gebühren verbunden ist. Die notwendigen SMS kosten üblicherweise Telefongebühren. Eine Alternative besteht darin, die Fernbedienung mit bestimmten Rufnummern zu verknüpfen. Hier genügt ein Anruf von einer autorisierten Rufnummer, die Fernbedienung weist den Ruf bei Erfolg unmittelbar ab. So entstehen keinerlei unmittelbare Kosten. (z. B. Fa. Danhag). Anrufe von nicht autorisierten Nummern werden ignoriert. 
Als Vorteil ist die unbeschränkte Reichweite anzusehen: Prinzipiell lässt sich eine solche Standheizung von überall auf der Welt aktivieren.
Einige Hersteller erweitern ein vorhandenes Mobiltelefon, was es ermöglicht, diese Funktion besonders preiswert anzubieten. In jedem Fall sollte aber darauf geachtet werden, dass es innerhalb der EU sowie einigen anderen Ländern nicht gestattet ist, elektrisches Kfz-Zubehör ohne Zulassung zu verwenden, wenn dies dauerhaft und fest eingebaut ist, da sonst die Betriebserlaubnis des Fahrzeugs erlischt (siehe E-Kennzeichnung). Eine solche Schaltung kann auch als DIY-Projekt gebaut werden.
Teilweise gibt es auch GSM-Fernbedienungen für Standheizungen, die über einen Sprachchip verfügen. Dabei wird die Standheizung angerufen und listet die verschiedenen Optionen auf. Geantwortet wird allerdings nicht per Spracheingabe, sondern über die Multifrequenzwahl des Telefons.

#### Funk-Fernbedienung
Die üblicherweise verbaute Alternative ist eine übliche Funkfernbedienung, die je nach geographischen Gegebenheiten Reichweiten von etwa 300 bis 500 Meter hat. Unter optimalen Bedingungen wird eine Reichweite von 1000 m erreicht.
Im Bereich der Funkfernbedienungen gibt es zwei Prinzipien: Mit und ohne Rückmeldung.
Ohne Rückmeldung (auch unidirektional) bedeutet, dass auf der Fernbedienung nicht angezeigt wird, ob der Funkbefehl empfangen wurde. Dieses Verfahren ist immer noch der Standard.
Mit Rückmeldung (bidirektional) bedeutet, dass in der Fernbedienung zusätzlich ein Empfänger integriert ist und im Fahrzeug ein Sender, der den Empfang der Nachricht bestätigt. Fernbedienungen mit Rückmeldung ermöglichen üblicherweise auch eine Zeitvorwahl analog den Einstellungen an der Zeitschaltuhr. Bei neuen bidirektionalen Fernsteuerungen ist teilweise auch eine Diagnose der Standheizung möglich.

## Fehlerdiagnose
Die Elektronik moderner Standheizungen bietet die Anschlussmöglichkeit von Diagnosegeräten ähnlich der On-Board-Diagnose. Zur Diagnose wird in den meisten Fällen eine K-Leitung benutzt. Diese kann (ggf. über ein Gateway) vom Fahrzeughersteller an die OBD-Buchse geführt sein, so dass das Diagnosegerät an die OBD-2-Buchse angeschlossen werden kann. Ist die Standheizung über ein Gateway in die On-Board-Diagnose des Fahrzeugs eingebunden, kann die Diagnose in der Regel auch über die Diagnosesoftware des Fahrzeugherstellers erfolgen. In vielen Fällen und bei nachträglich eingebauten Heizgeräten wird das Diagnosegerät direkt an das Heizungsmodul über einen proprietären Stecker angeschlossen.
Die Diagnose erfolgt über herstellerspezifische, nicht veröffentlichte Diagnoseprotokolle und nicht über ein OBD-2-Protkoll. Als Hardware können (modifizierte) handelsübliche Interface für die K-Leitung benutzt werden. Die Diagnosesoftware wurde bzw. wird von großen Herstellern wie Webasto und Eberspächer frei verfügbar angeboten.
Über die Diagnose können u. a. Parameter zur Heizung, wie auch vom System erkannte Fehler (bspw. keine Flammbildung, Fehler bei der Treibstoffzufuhr, Überhitzung, ungenügende Batteriespannung) ausgelesen werden. Viele Heizungsmodelle schalten nach mehreren Fehlstarts (gängig sind vier) in einen Blockiermodus, so dass ein erneuter Start nicht mehr über das Bedienfeld möglich ist, bis der Fehler über die Diagnoseschnittstelle gelöscht wurde. Hierzu kann neben der Diagnosesoftware ggf. auch eine Schaltuhr mit Diagnosefunktion zur Anzeige der Fehlercodes genutzt werden, wenn eine solche verbaut ist.